# بخش کلی (شهرستان آگلایزه، اوهایو)
بخش کلی (به انگلیسی: Clay Township) یک منطقهٔ مسکونی در ایالات متحده آمریکا است که در شهرستان اوگلایز واقع شده است. بخش کلی ۷۸٫۵ کیلومتر مربع مساحت و ۸۱۷ نفر جمعیت دارد و ۳۰۹ متر بالاتر از سطح دریا واقع شده است.